# Lybius
Lybius – rodzaj ptaków z podrodziny wąsali (Lybiinae) w rodzinie tukanowatych (Ramphastidae).

## Zasięg występowania
Rodzaj obejmuje gatunki występujące w Afryce.

## Morfologia
Długość ciała 16–19,5 cm; masa ciała 31–80,5 g.

## Systematyka

### Etymologia
- Lybius: gr. λιβυος libuos „niezidentyfikowany ptak”, być może pokrewny dzięciołom, wspomniany przez Arystotelesa i Arystofanesa[7].
- Balitus: etymologia niejasna, Rafinesque nie wyjaśnił pochodzenia nazwy rodzajowej; na podstawie „Guifso Balito” de Buffona (1770–1783)[8].
- Hyreus: gr. ὑρει hurei „trzy”[9]. Gatunek typowy: Loxia tridactyla J.F. Gmelin, 1789 (= Lybius guifsobalito Hermann, 1783).
- Leucolybius: gr. λευκος leukos „biały”; rodzaj Lybius Hermann, 1783[10]. Gatunek typowy: Laimodon leucocephalus Defilippi, 1853.
- Pogonodon: rodzaj Pogonias Illiger, 1811 (wąsal); οδους odous, οδοντος odontos „ząb”[11]. Gatunek typowy: Pogonias undatus Rüppell, 1837; młodszy homonim Pogonodon Cope, 1880 (Mammalia).

### Podział systematyczny
Do rodzaju należą następujące gatunki:
- Lybius undatus (Rüppell, 1837) – wąsal etiopski
- Lybius vieilloti (Leach, 1815) – wąsal zbroczony
- Lybius leucocephalus (De Filippi, 1853) – wąsal białogłowy
- Lybius chaplini Stephenson Clarke, 1920 – wąsal czerwonobrewy
- Lybius rubrifacies (Reichenow, 1892) – wąsal czerwonolicy
- Lybius guifsobalito Hermann, 1783 – wąsal czerwonogardły
- Lybius torquatus (C. Dumont, 1816) – wąsal obrożny